# Kanizsai János
Kanizsai (II.) János (1350 körül. ? – 1418. május 30.) egri püspök, majd esztergomi érsek volt 1387–1418 között. Több hadi cselekményben vett részt Zsigmond király mellett. Kétszer is részt vett sikertelen megbuktatásában, de a király megkegyelmezett neki. Élete végén Zsigmond bizalmi embere lett ismét.

## Család származása
A Kanizsai család az Osl nemzetségből ered. Apja Kanizsai (I.) János volt, aki testvérével, Istvánnal – aki később zágrábi püspök lett – együtt vett részt a Nagy Lajos király vezette nápolyi hadjáratban (1347–50), és az ottani csatákban jelentős érdemeket szerzett.

## Élete
A Kanizsai család nemzékrendi tábláiban Kanizsai (II.) János névvel szerepel. 1367-től szerepel a történeti forrásokban. Édesapja Kanizsai János, vasi és zalai ispán (1330–69), édesanya Pozsegai Gilétfi Miklós lánya volt. Az érseknek két fivére volt: Kanizsai István ajtónállómester és Kanizsai Miklós tárnokmester.
1374–78 között a padovai egyetemen tanult és az utolsó két évben az egyetem rektora volt. Hazatérése után a királyné támogatásával egri püspök lett (1384-től). 1387-ben lett Esztergom érseke és ezt a legnagyobb egyházi méltóságot egészen haláláig betöltötte. Ő volt az első esztergomi érsek, akit, IX. Bonifác pápa "az apostoli szentszék született követének" méltóságával tüntette ki 1394-ben, és ő volt az első prímási címet viselő esztergomi érsek.
Kanizsai János és Ilosvay Leusták az ország nádora 1395-ben csapataikkal megakadályozták, hogy Hedvig lengyel királynő mellett kiálló felvidéki nemesség nyílt lázadást robbantson ki. 
Szoros híveként Zsigmond király oldalán harcolt 1396-ban a nikápolyi vesztes csatában, amely Zsigmond első politikai kudarca volt. A csatavesztés után, a menekülésben is Zsigmond mellett maradt.
Egyik értelmi szerzője volt Lackfi (II.) István erdélyi vajda és unokaöccse Lackfi (III.) István főlovászmester meggyilkolásának 1397-ben. Zsigmond király a család vagyonát elkobozta és nagy részét Kanizsai János kapta meg.
Az 1400-as évek elején a Zsigmond ellen szövetkező ellenzéki mozgalmak egyik szervezője volt.
1401. áprilisában a király elleni lázadás vezetője volt, amely során a királyt fogságba ejtették Budán és a Szent Korona nevében kancellári címmel az országtanács vezetőjeként kormányoztak. II. Jagelló Ulászló lengyel királynak ajánlották fel a magyar koronát, de az nem fogadta el. Garai Miklós nádor kiszabadította a királyt a fogságból, aki megkegyelmezett Kanizsai püspöknek. A Garay vezette Siklósi-liga, mint főúri szövetség Luxembourgi Zsigmond királyságát megmentette. Kanizsai tovább szervezkedett a király ellen és csatlakozott a Nápolyi Lászlót királlyá választó főúr újabb ellenzéki szervezkedéshez, akit 1403. augusztus 5-én Zárában királlyá koronáztak. Elbukott ez az ellenzéki szervezkedés is, de Zsigmond újra amnesztiát adott Kanizsai Jánosnak. De ennek már ára volt, le kellett mondani főkancellári címéről, az esztergomi várát is át kellett adni, valamint az érsekség jövedelmét is 1407-ig más kezelte.
Az 1410-es évek elején újra Zsigmond bizalmas emberei közé került. Visszahelyezték érseki jogaiba, majd német-római főkancellárrá nevezték ki. Érdemi hatalommal járó beosztást azonban már nem kapott. Amikor Zsigmond hosszabb ideig távol volt az országtól – mint német–római császár – Garai nádorral együtt töltötték be a magyarországi helytartóságot. 1417-ben részt vett a nagy jelentőségű konstanzi zsinaton is.

## Emlékezete
Esztergomban Mária kápolnát alapított.